# Euterpe longibracteata
Euterpe longibracteata är en enhjärtbladig växtart som beskrevs av João Barbosa Rodrigues. Euterpe longibracteata ingår i släktet Euterpe och familjen Arecaceae. Inga underarter finns listade i Catalogue of Life.